# The Championettes
De Championettes was een Vlaamse band opgericht met de vrouwelijke hoofdrollen van tv-reeks F.C. De Kampioenen.
Deze naam komt later nog terug in de serie en wordt gebruikt in de stripreeks als naam voor de specials rond deze vier personages. De naam komt uit de tweede aflevering van reeks 4 genaamd FC Championettes, waarin de vrouwen een vrouwenploeg oprichten. De producers van The Championettes zijn Jan Leyers en Jean Blaute.

## Geschiedenis
The Championettes is een meidengroep uit de jaren 90 bestaande uit de vier vrouwelijke hoofdrollen van F.C. De Kampioenen. De groep werd opgericht naar aanleiding van een optreden in De Droomfabriek. Ze hebben midden in de jaren 90 een album gemaakt genaamd The Championettes met 11 singles. Naar aanleiding van dit album toerden ze heel Vlaanderen rond.
In 2010 maakten The Championettes een eenmalige comeback in het programma De generatieshow. Ze brachten een playback van hun eerste lied (medley van Be my baby, Stop in the name of love, De doo ran ran en Shout).
In 2015 maakte Jan Leyers een nieuw nummer voor The Championettes. Dit dient ter gelegenheid van een reünie in de tweede kampioenenfilm.

## Discografie

### Albums
| Album met hitnotering(en) in de Vlaamse Ultratop 200 albums | Datum van verschijnen | Datum van binnenkomst | Hoogste positie | Aantal weken | Opmerkingen |
| ----------------------------------------------------------- | --------------------- | --------------------- | --------------- | ------------ | ----------- |
| The Championettes                                           | 1994                  | 01-04-1995            | 25              | 5            |             |

### Singles
| Single met hitnotering(en) in de Vlaamse Ultratop 50 | Datum van verschijnen | Datum van binnenkomst | Hoogste positie | Aantal weken | Opmerkingen             |
| ---------------------------------------------------- | --------------------- | --------------------- | --------------- | ------------ | ----------------------- |
| Be my baby Medley                                    | 1993                  | 02-10-1993            | 15              | 11           |                         |
| Go Latin                                             | 1994                  | 26-02-1994            | 30              | 3            |                         |
| Elke keer opnieuw                                    | 1994                  | 31-12-1994            | 13              | 11           | nr. 1 in Vlaamse top 10 |
| Vlaamse Medley                                       | 1995                  | 22-04-1995            | 21              | 12           | nr. 4 in Vlaamse top 10 |
| De Kampioenenjubilee                                 | 2015                  | 24-10-2015            | 50              | 1            | nr. 5 in Vlaamse top 10 |

## Televisie
- De Droomfabriek, 1993
- Margriet, 1994
- De generatieshow, 2010